# Символический искусственный интеллект
Символический искусственный интеллект — собирательное название для всех методов исследования искусственного интеллекта, основанных на высокоуровневом «символическом» (человекочитаемом) представлении задач, логики и поиска. Символический ИИ лёг в основу доминирующей парадигмы исследований ИИ с середины 1950-х до конца 1980-х.
В 1985 году Джон Хогланд (англ. John Haugeland) дал символическому ИИ название GOFAI (англ. Good Old-Fashioned Artificial Intelligence, «старый добрый искусственный интеллект») в своей книге Artificial Intelligence: The Very Idea, посвящённой философскому отражению последствий исследований искусственного интеллекта. В робототехнике применяется аналогичный термин GOFAIR («старый добрый искусственный интеллект в робототехнике»).
Наиболее успешная форма символического ИИ — это экспертные системы, использующие сеть продукционных правил. Продукционные правила объединяют символы в отношения, похожие на оператор «если-то». Экспертная система, обрабатывая эти правила, делает логические выводы и определяет, какая дополнительная информация ей необходима, то есть какие следует задать вопросы, используя человекочитаемые символы.

## История
Символьный подход к созданию искусственного интеллекта основан на предположении, что многие аспекты интеллекта могут быть поняты и интерпретированы благодаря манипуляциям с символами. Эта идея легла в основу гипотезы Ньюэлла-Саймона. Она была сформулирована Алленом Ньюэллом и Гербертом Саймоном в 1976 году. В общих чертах, гипотеза сводится к тому, что любое осмысленное действие (вне зависимости от того, выполняется ли оно человеком или машиной) обуславливается некой системой символов. Это предположение было выдвинуто вследствие удачно проведённого исследования, связанного с созданным Ньюэллом и Саймоном универсальным решателем задач. Эта программа предназначалась для моделирования рассуждений человека.
В то время многие исследователи ИИ возлагали на него слишком большие надежды. Считалось, что пользуясь формальными правилами логики, генерируя синтаксис, создавая логический язык, можно создать интеллект, сравнимый с человеческим. Однако на практике системы, основанные на данных принципах, хотя и работали, но плохо справлялись со сложными адаптивными задачами. Поэтому в 1980-90-е годы такие концепции подверглись серьёзной критике, и интерес многих исследователей сместился в сторону других методов (эволюционные алгоритмы, искусственные нейросети и т. д.).